# Leptomyrmex pallens
Leptomyrmex pallens är en myrart som beskrevs av Carlo Emery 1883. Leptomyrmex pallens ingår i släktet Leptomyrmex och familjen myror.

## Underarter
Arten delas in i följande underarter:
- L. p. geniculatus
- L. p. nigriceps
- L. p. pallens

## Bildgalleri

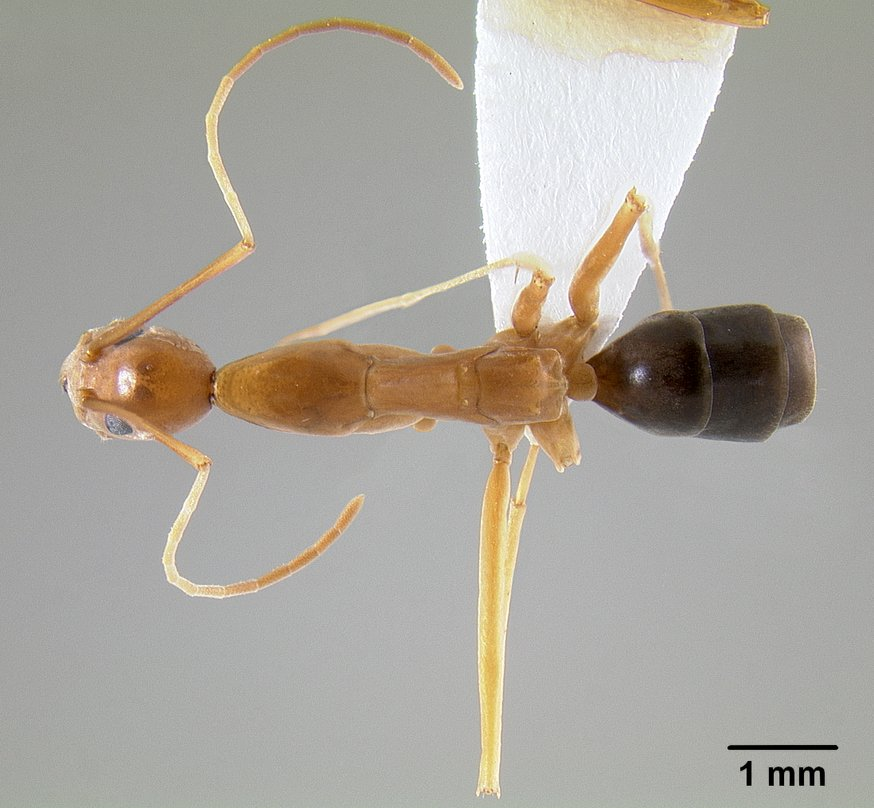
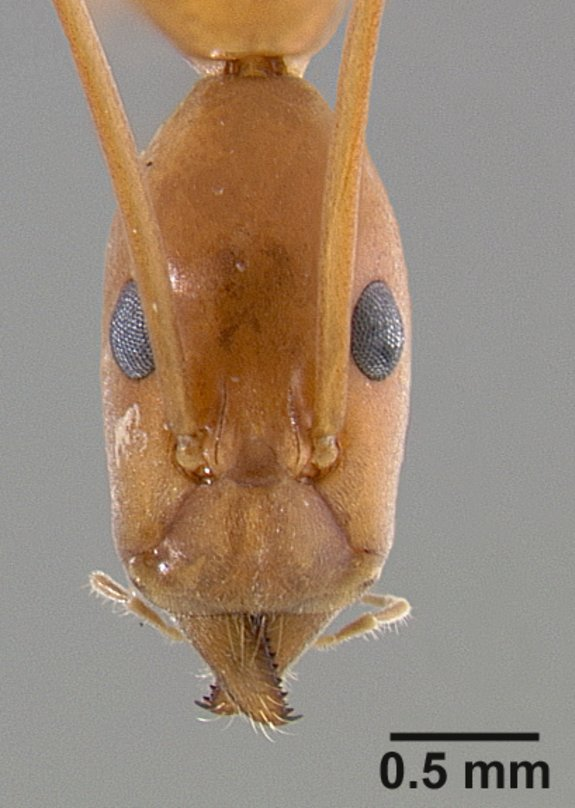
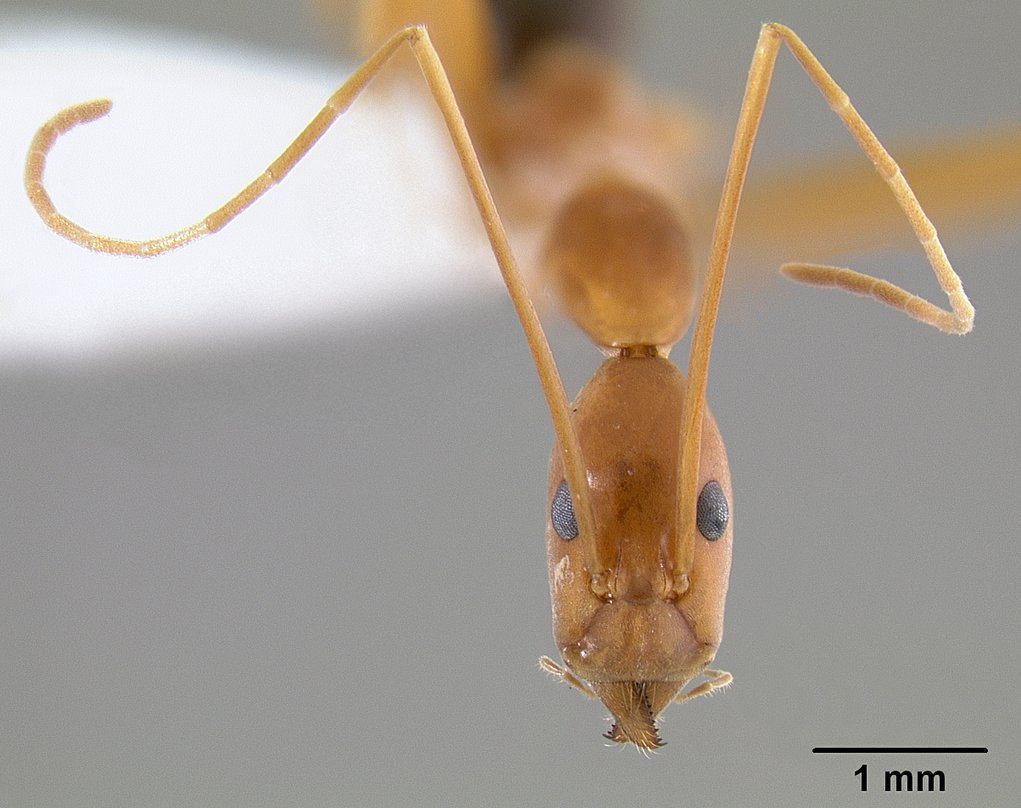
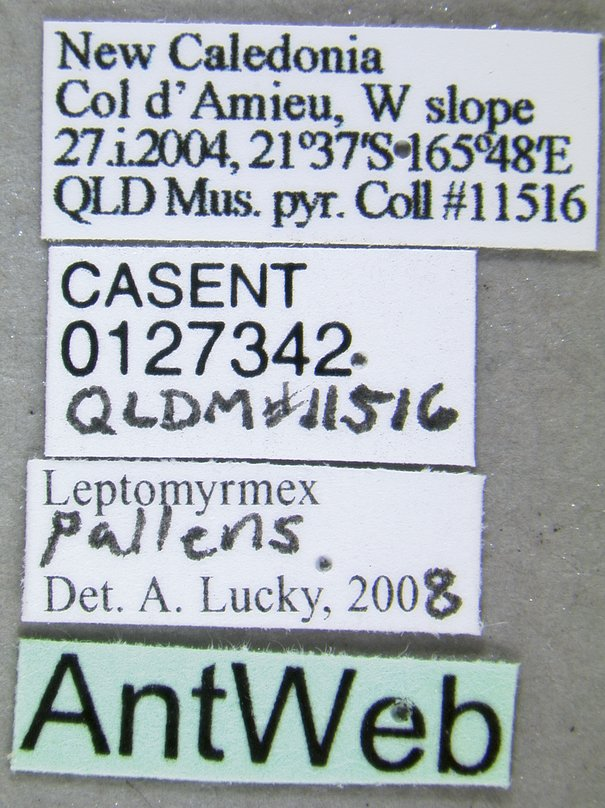
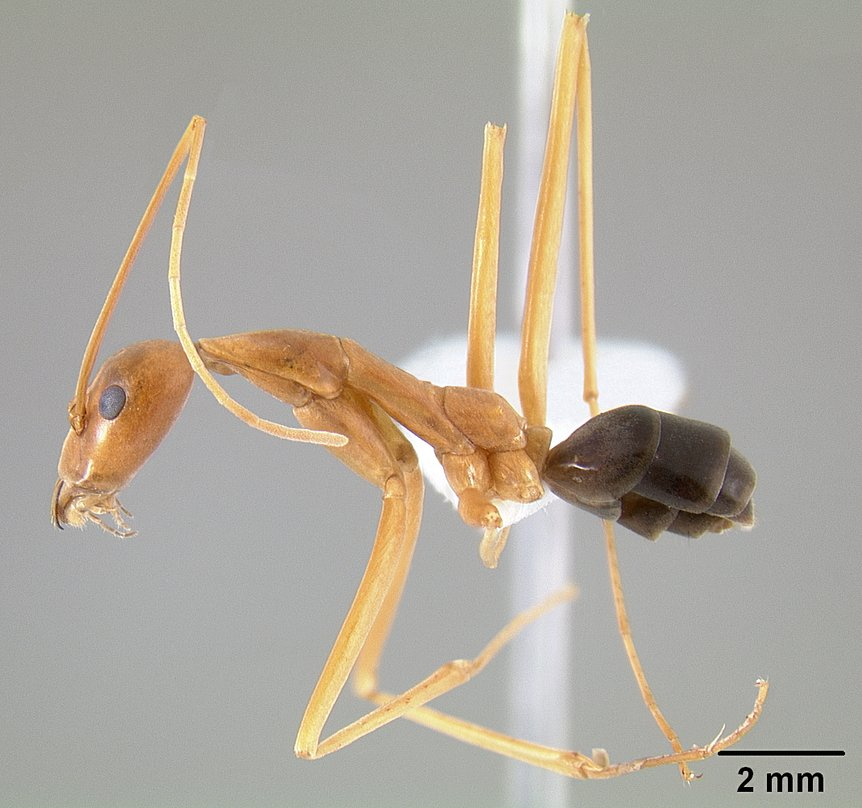